# NHL Entry Draft 1983
L'NHL Entry Draft 1983 è stato il 21º draft della National Hockey League. Si è tenuto l'8 giugno 1983 presso il Forum de Montréal di Montréal.
Il quinto NHL Entry Draft, svoltosi presso il Forum de Montréal, fu segnato da una protesta unica nella storia della manifestazione: i St. Louis Blues infatti si rifiutarono di presenziare all'evento, rinunciando così al diritto di selezionare i giocatori. La causa della protesta fu la mancata autorizzazione a trasferire la franchigia a Saskatoon, nella provincia del Saskatchewan; l'allora proprietario dei Blues Ralston Purina trovò l'opposizione dei proprietari delle altre franchigie, dello staff della NHL e del sindaco di St. Louis, e minacciò di sciogliere anche la squadra. Alla fine nel mese di agosto la lega trovò un nuovo proprietario e la squadra rimase nel Missouri. Per la prima volta nella storia del draft la prima scelta fu di un giocatore statunitense proveniente da una high school.
I Minnesota North Stars selezionarono il centro Brian Lawton dalla Mount St. Charles Academy, gli Hartford Whalers invece come seconda scelta puntarono sull'ala sinistra Sylvain Turgeon, proveniente dagli Hull Olympiques, mentre i New York Islanders scelsero in terza posizione il centro Pat LaFontaine dei Verdun Juniors. Fra i 242 giocatori selezionati 134 erano attaccanti, 86 erano difensori mentre 22 erano portieri. Dei giocatori scelti 113 giocarono in NHL, 21 vinsero la Stanley Cup mentre 7 entrarono a far parte della Hockey Hall of Fame

## Turni
|  | = NHL All-Star |  |  | = NHL All-Star e NHL All-Star Team |  |  | = Membro della Hall of Fame |

Legenda delle posizioni

A = Attaccante   AD = Ala destra   AS = Ala sinistra   C = Centro   D = Difensore   P = Portiere

### Primo giro
| #  | Giocatore            | Nazionalità | Squadra NHL                           | Squadra di provenienza                        |
| -- | -------------------- | ----------- | ------------------------------------- | --------------------------------------------- |
| 1  | Brian Lawton (C)     | Stati Uniti | Minnesota North Stars (da Pittsburgh) | Mount St. Charles Academy (USHS-Rhode Island) |
| 2  | Sylvain Turgeon (AS) | Canada      | Hartford Whalers                      | Hull Olympiques (QMJHL)                       |
| 3  | Pat LaFontaine (C)   | Stati Uniti | New York Islanders (da New Jersey)    | Verdun Juniors (QMJHL)                        |
| 4  | Steve Yzerman (C)    | Canada      | Detroit Red Wings                     | Peterborough Petes (OHL)                      |
| 5  | Tom Barrasso (P)     | Stati Uniti | Buffalo Sabres (da Los Angeles)       | Acton-Boxborough RHS (USHS-Massachusetts)     |
| 6  | John MacLean (AD)    | Canada      | New Jersey Devils (da St. Louis)      | Oshawa Generals (OHL)                         |
| 7  | Russ Courtnall (C)   | Canada      | Toronto Maple Leafs                   | Victoria Cougars (WHL)                        |
| 8  | Andrew McBain (AD)   | Canada      | Winnipeg Jets                         | North Bay Centennials (OHL)                   |
| 9  | Cam Neely (AD)       | Canada      | Vancouver Canucks                     | Portland Winterhawks (WHL)                    |
| 10 | Normand Lacombe (AD) | Canada      | Buffalo Sabres (da Calgary)           | N. Hampshire Wildcats (ECAC)                  |
| 11 | Adam Creighton (C)   | Canada      | Buffalo Sabres (da Quebec)            | Ottawa 67's (OHL)                             |
| 12 | Dave Gagner (C)      | Canada      | New York Rangers                      | Brantford Alexanders (OHL)                    |
| 13 | Dan Quinn (C)        | Canada      | Calgary Flames (da Buffalo)           | Belleville Bulls (OHL)                        |
| 14 | Bobby Dollas (D)     | Canada      | Winnipeg Jets (da Washington)         | Laval Voisins (QMJHL)                         |
| 15 | Bob Errey (AS)       | Canada      | Pittsburgh Penguins (da Minnesota)    | Peterborough Petes (OHL)                      |
| 16 | Gerald Diduck (D)    | Canada      | New York Islanders                    | Lethbridge Broncos (WHL)                      |
| 17 | Alfie Turcotte (C)   | Stati Uniti | Montreal Canadiens                    | Portland Winterhawks (WHL)                    |
| 18 | Bruce Cassidy (D)    | Canada      | Chicago Blackhawks                    | Ottawa 67's (OHL)                             |
| 19 | Jeff Beukeboom (D)   | Canada      | Edmonton Oilers                       | S.S. Marie Greyhounds (OHL)                   |
| 20 | David Jensen (C)     | Stati Uniti | Hartford Whalers (da Philadelphia)    | Lawrence Academy (USHS-Massachusetts)         |
| 21 | Nevin Markwart (AS)  | Canada      | Boston Bruins                         | Regina Pats (WHL)                             |

### Secondo giro
| #  | Giocatore             | Nazionalità    | Squadra NHL                                     | Squadra di provenienza                   |
| -- | --------------------- | -------------- | ----------------------------------------------- | ---------------------------------------- |
| 22 | Todd Charlesworth (D) | Canada         | Pittsburgh Penguins                             | Oshawa Generals (OHL)                    |
| 23 | Ville Siren (D)       | Finlandia      | Hartford Whalers                                | Ilves (SM-liiga)                         |
| 24 | Shawn Evans (D)       | Canada         | New Jersey Devils                               | Peterborough Petes (OHL)                 |
| 25 | Lane Lambert (AD)     | Canada         | Detroit Red Wings                               | Saskatoon Blades (WHL)                   |
| 26 | Claude Lemieux (AD)   | Canada         | Montreal Canadiens (da Los Angeles)             | Trois-Rivières Draveurs (QMJHL)          |
| 27 | Sergio Momesso (AS)   | Canada         | Montreal Canadiens (da St. Louis)               | Shawinigan Cataractes (QMJHL)            |
| 28 | Jeff Jackson (AS)     | Canada         | Toronto Maple Leafs                             | Brantford Alexanders (OHL)               |
| 29 | Brad Berry (D)        | Canada         | Winnipeg Jets                                   | St. Albert Saints (AJHL)                 |
| 30 | David Bruce (AD)      | Canada         | Vancouver Canucks                               | Kitchener Rangers (OHL)                  |
| 31 | John Tucker (C)       | Canada         | Buffalo Sabres (da Calgary)                     | Kitchener Rangers (OHL)                  |
| 32 | Yves Heroux (AD)      | Canada         | Quebec Nordiques                                | Chic. Saguenéens (QMJHL)                 |
| 33 | Randy Heath (AS)      | Canada         | New York Rangers                                | Portland Winterhawks (WHL)               |
| 34 | Richard Hajdu (AS)    | Canada         | Buffalo Sabres                                  | Kamloops Blazers (WHL)                   |
| 35 | Todd Francis (AD)     | Canada         | Montreal Canadiens (da Washington via Calgary)  | Brantford Alexanders (OHL)               |
| 36 | Malcolm Parks (C)     | Canada         | Minnesota North Stars                           | St. Albert Saints (AJHL)                 |
| 37 | Garnet McKechney (AD) | Canada         | New York Islanders                              | Kitchener Rangers (OHL)                  |
| 38 | Frank Musil (D)       | Cecoslovacchia | Minnesota North Stars (da Montreal via Calgary) | Pardubice (Extraliga)                    |
| 39 | Wayne Presley (AD)    | Stati Uniti    | Chicago Blackhawks                              | Kitchener Rangers (OHL)                  |
| 40 | Mike Golden (C)       | Stati Uniti    | Edmonton Oilers                                 | Reading High School (USHS-Massachusetts) |
| 41 | Peter Zezel (C)       | Canada         | Philadelphia Flyers                             | Toronto Marlboros (OHL)                  |
| 42 | Greg Johnston (AD)    | Canada         | Boston Bruins                                   | Toronto Marlboros (OHL)                  |

### Terzo giro
| #  | Giocatore             | Nazionalità | Squadra NHL                                | Squadra di provenienza                    |
| -- | --------------------- | ----------- | ------------------------------------------ | ----------------------------------------- |
| 43 | Peter Taglianetti (D) | Stati Uniti | Winnipeg Jets (da Pittsburgh via Montreal) | Providence Friars (ECAC)                  |
| 44 | Derrick Smith (AS)    | Canada      | Philadelphia Flyers (da Hartford)          | Peterborough Petes (OHL)                  |
| 45 | Daniel Letendre (AD)  | Canada      | Montreal Canadiens (da New Jersey)         | Québec Remparts (QMJHL)                   |
| 46 | Bob Probert (AS)      | Canada      | Detroit Red Wings                          | Brantford Alexanders (OHL)                |
| 47 | Bruce Shoebottom (D)  | Canada      | Los Angeles Kings                          | Peterborough Petes (OHL)                  |
| 48 | Allan Bester (P)      | Canada      | Toronto Maple Leafs                        | Brantford Alexanders (OHL)                |
| 49 | Vesa Salo (D)         | Finlandia   | New York Rangers (da Winnipeg)             | Lukko Rauma (SM-liiga)                    |
| 50 | Scott Tottle (AD)     | Canada      | Vancouver Canucks                          | Peterborough Petes (OHL)                  |
| 51 | Brian Bradley (C)     | Canada      | Calgary Flames                             | London Knights (OHL)                      |
| 52 | Bruce Bell (D)        | Canada      | Quebec Nordiques                           | Windsor Spitfires (OHL)                   |
| 53 | Gordie Walker (AS)    | Canada      | New York Rangers                           | Portland Winterhawks (WHL)                |
| 54 | Iiro Järvi (AD)       | Finlandia   | Quebec Nordiques (da Buffalo)              | HIFK (SM-liiga)                           |
| 55 | Perry Berezan (C)     | Canada      | Calgary Flames (da Washington)             | St. Albert Saints (AJHL)                  |
| 56 | Mitch Messier (C)     | Canada      | Minnesota North Stars                      | Notre Dame Hounds (SJHL)                  |
| 57 | Mike Neill (D)        | Canada      | New York Islanders                         | S.S. Marie Greyhounds (OHL)               |
| 58 | Mike Rowe (D)         | Canada      | Pittsburgh Penguins (da Montreal)          | Toronto Marlboros (OHL)                   |
| 59 | Marc Bergevin (D)     | Canada      | Chicago Blackhawks                         | Chic. Saguenéens (QMJHL)                  |
| 60 | Mike Flanagan (D)     | Stati Uniti | Edmonton Oilers                            | Acton-Boxborough RHS (USHS-Massachusetts) |
| 61 | Leif Karlsson (D)     | Svezia      | Hartford Whalers (da Philadelphia)         | Mora (Elitserien)                         |
| 62 | Greg Puhalski (AS)    | Canada      | Boston Bruins                              | Kitchener Rangers (OHL)                   |

### Quarto giro
| #  | Giocatore             | Nazionalità | Squadra NHL                                     | Squadra di provenienza                         |
| -- | --------------------- | ----------- | ----------------------------------------------- | ---------------------------------------------- |
| 63 | Frank Pietrangelo (P) | Canada      | Pittsburgh Penguins                             | Minnesota Gophers (WCHA)                       |
| 64 | Dave MacLean (AD)     | Canada      | Hartford Whalers                                | Belleville Bulls (OHL)                         |
| 65 | Mikko Mäkelä (AD)     | Finlandia   | New York Islanders (da New Jersey)              | Ilves (SM-liiga)                               |
| 66 | John Bekkers (C)      | Canada      | Calgary Flames (da Detroit)                     | Regina Pats (WHL)                              |
| 67 | Guy Benoit (C)        | Canada      | Los Angeles Kings                               | Shawinigan Cataractes (QMJHL)                  |
| 68 | Dave Korol (D)        | Canada      | Detroit Red Wings (da Toronto via Los Angeles)  | Winnipeg Warriors (WHL)                        |
| 69 | Bob Essensa (P)       | Canada      | Winnipeg Jets                                   | Henry Carr Crusaders (MetJHL)                  |
| 70 | Tim Lorenz (AS)       | Canada      | Vancouver Canucks                               | Portland Winterhawks (WHL)                     |
| 71 | Kevan Guy (D)         | Canada      | Calgary Flames                                  | Medicine Hat Tigers (WHL)                      |
| 72 | Ron Chyzowski (C)     | Canada      | Hartford Whalers (da Quebec)                    | St. Albert Saints (AJHL)                       |
| 73 | Peter Andersson (D)   | Svezia      | New York Rangers                                | Örebro (Elitserien)                            |
| 74 | Daren Puppa (P)       | Canada      | Buffalo Sabres                                  | Kirkland Lake Midget All-Stars (COAAAMHL)      |
| 75 | Tim Bergland (C)      | Stati Uniti | Washington Capitals                             | Thief River Falls High School (USHS-Minnesota) |
| 76 | Brian Durand (C)      | Stati Uniti | Minnesota North Stars                           | Cloquet High School (USHS-Minnesota)           |
| 77 | Bill Claviter (AS)    | Stati Uniti | Calgary Flames (da NY Islanders via New Jersey) | Portland Winterhawks (WHL)                     |
| 78 | John Kordic (C)       | Canada      | Montreal Canadiens                              | Portland Winterhawks (WHL)                     |
| 79 | Tarek Howard (D)      | Canada      | Chicago Blackhawks                              | Olds Grizzlys (AJHL)                           |
| 80 | Esa Tikkanen (AS)     | Finlandia   | Edmonton Oilers                                 | HIFK (SM-liiga)                                |
| 81 | Allen Bourbeau (C)    | Stati Uniti | Philadelphia Flyers                             | Acton-Boxborough RHS (USHS-Massachusetts)      |
| 82 | Allan LaRochelle (P)  | Canada      | Boston Bruins                                   | Saskatoon Blades (WHL)                         |

### Quinto giro
| #   | Giocatore           | Nazionalità    | Squadra NHL                         | Squadra di provenienza                    |
| --- | ------------------- | -------------- | ----------------------------------- | ----------------------------------------- |
| 83  | Dan Hodgson (C)     | Canada         | Toronto Maple Leafs (da Pittsburgh) | Prince Albert Raiders (WHL)               |
| 84  | Bob Caulfield (AD)  | Stati Uniti    | New York Islanders (da Hartford)    | Detroit Lakes High School (USHS-Michigan) |
| 85  | Chris Terreri (P)   | Stati Uniti    | New Jersey Devils                   | Providence Friars (ECAC)                  |
| 86  | Petr Klíma (AS)     | Cecoslovacchia | Detroit Red Wings                   | Litvínov (Extraliga)                      |
| 87  | Bob Laforest (AD)   | Canada         | Los Angeles Kings                   | North Bay Centennials (OHL)               |
| 88  | Joe Kocur (AD)      | Canada         | Detroit Red Wings (da Toronto)      | Saskatoon Blades (WHL)                    |
| 89  | Harry Armstrong (D) | Stati Uniti    | Winnipeg Jets                       | Dubuque Fighting Saints (USHL)            |
| 90  | Doug Quinn (D)      | Canada         | Vancouver Canucks                   | Nanaimo Islanders (WHL)                   |
| 91  | Igor Liba (AS)      | Cecoslovacchia | Calgary Flames                      | Dukla Jihlava (Extraliga)                 |
| 92  | Luc Guenette (P)    | Canada         | Quebec Nordiques                    | Québec Remparts (QMJHL)                   |
| 93  | Jim Andonoff (AD)   | Stati Uniti    | New York Rangers                    | Belleville Bulls (OHL)                    |
| 94  | Jason Meyer (D)     | Canada         | Buffalo Sabres                      | Regina Pats (WHL)                         |
| 95  | Martin Bouliane (C) | Canada         | Washington Capitals                 | Granby Bisons (QMJHL)                     |
| 96  | Rich Geist (C)      | Stati Uniti    | Minnesota North Stars               | St. Paul Academy (USHS-Minnesota)         |
| 97  | Ron Viglasi (D)     | Canada         | New York Islanders                  | Victoria Cougars (WHL)                    |
| 98  | Dan Wurst (D)       | Stati Uniti    | Montreal Canadiens                  | Edina High School (USHS-Minnesota)        |
| 99  | Kevin Robinson (AS) | Canada         | Chicago Blackhawks                  | Toronto Marlboros (OHL)                   |
| 100 | Garry Galley (D)    | Canada         | Los Angeles Kings (da Edmonton)     | Bowling Green Falcons (CCHA)              |
| 101 | Jerome Carrier (D)  | Canada         | Philadelphia Flyers                 | Verdun Juniors (QMJHL)                    |
| 102 | Allen Pedersen (D)  | Canada         | Boston Bruins                       | Medicine Hat Tigers (WHL)                 |

### Sesto giro
| #   | Giocatore             | Nazionalità | Squadra NHL                        | Squadra di provenienza                        |
| --- | --------------------- | ----------- | ---------------------------------- | --------------------------------------------- |
| 103 | Patrick Emond (C)     | Canada      | Pittsburgh Penguins                | Hull Olympiques (QMJHL)                       |
| 104 | Brian Johnson (D)     | Stati Uniti | Hartford Whalers                   | Silver Bay High School (USHS-Minnesota)       |
| 105 | Gord Mark (D)         | Canada      | New Jersey Devils                  | Kamloops Blazers (WHL)                        |
| 106 | Chris Pusey (P)       | Canada      | Detroit Red Wings                  | Brantford Alexanders (OHL)                    |
| 107 | Dave Lundmark (D)     | Stati Uniti | Los Angeles Kings                  | Virginia High School (USHS-Minnesota)         |
| 108 | Kevin Stevens (C)     | Stati Uniti | Los Angeles Kings (da Toronto)     | Silver Bay High School (USHS-Minnesota)       |
| 109 | Joel Baillargeon (AS) | Canada      | Winnipeg Jets                      | Hull Olympiques (QMJHL)                       |
| 110 | Dave Lowry (AS)       | Canada      | Vancouver Canucks                  | London Knights (OHL)                          |
| 111 | Grant Blair (P)       | Canada      | Calgary Flames                     | Harvard Crimson (ECAC)                        |
| 112 | Brad Walcot (D)       | Canada      | Quebec Nordiques                   | Kingston Canadians (OHL)                      |
| 113 | Bob Alexander (D)     | Stati Uniti | New York Rangers                   | Rosemount High School (USHS-Minnesota)        |
| 114 | Jim Hofford (D)       | Canada      | Buffalo Sabres                     | Windsor Spitfires (OHL)                       |
| 115 | Jari Torkki (AS)      | Finlandia   | Chicago Blackhawks (da Washington) | Lukko Rauma (SM-liiga)                        |
| 116 | Tom McComb (D)        | Stati Uniti | Minnesota North Stars              | Mount St. Charles Academy (USHS-Rhode Island) |
| 117 | Darin Illikainen (AS) | Stati Uniti | New York Islanders                 | Hermantown High School (USHS-Minnesota)       |
| 118 | Arto Javanainen (AD)  | Finlandia   | Montreal Canadiens                 | Porin Ässät (SM-liiga)                        |
| 119 | Mark LaVarre (AD)     | Stati Uniti | Chicago Blackhawks                 | Stratford Cullitons (MWJBHL)                  |
| 120 | Don Barber (AS)       | Canada      | Edmonton Oilers                    | Kelowna Buckaroos (BCJHL)                     |
| 121 | Rick Tocchet (AD)     | Canada      | Philadelphia Flyers                | S.S. Marie Greyhounds (OHL)                   |
| 122 | Terry Taillefer (P)   | Canada      | Boston Bruins                      | St. Albert Saints (AJHL)                      |

### Settimo giro
| #   | Giocatore              | Nazionalità      | Squadra NHL           | Squadra di provenienza                           |
| --- | ---------------------- | ---------------- | --------------------- | ------------------------------------------------ |
| 123 | Paul Ames (D)          | Stati Uniti      | Pittsburgh Penguins   | Billerica High School (USHS-Massachusetts)       |
| 124 | Joe Reekie (D)         | Canada           | Hartford Whalers      | North Bay Centennials (OHL)                      |
| 125 | Greg Evtushevski (AD)  | Canada           | New Jersey Devils     | Kamloops Blazers (WHL)                           |
| 126 | Bob Pierson (AS)       | Canada           | Detroit Red Wings     | London Knights (OHL)                             |
| 127 | Tim Burgess (D)        | Canada           | Los Angeles Kings     | Oshawa Generals (OHL)                            |
| 128 | Cam Plante (D)         | Canada           | Toronto Maple Leafs   | Brandon Wheat Kings (WHL)                        |
| 129 | Iain Duncan (AS)       | Canada           | Winnipeg Jets         | North York Rangers (OJHL)                        |
| 130 | Terry Maki (AS)        | Canada           | Vancouver Canucks     | Brantford Alexanders (OHL)                       |
| 131 | Jeff Hogg (P)          | Canada           | Calgary Flames        | Oshawa Generals (OHL)                            |
| 132 | Craig Mack (D)         | Stati Uniti      | Quebec Nordiques      | East Grand Forks High School (USHS-North Dakota) |
| 133 | Steve Orth (C)         | Stati Uniti      | New York Rangers      | St. Cloud State Huskies (WCHA)                   |
| 134 | Christian Ruuttu (C)   | Finlandia        | Buffalo Sabres        | Porin Ässät (SM-liiga)                           |
| 135 | Dwaine Hutton (C)      | Canada           | Washington Capitals   | Kelowna Wings (WHL)                              |
| 136 | Sean Toomey (AS)       | Stati Uniti      | Minnesota North Stars | Cretin-Derham Hall HS (USHS-Minnesota)           |
| 137 | Jim Sprenger (D)       | Stati Uniti      | New York Islanders    | Cloquet High School (USHS-Minnesota)             |
| 138 | Vladislav Tret'jak (P) | Unione Sovietica | Montreal Canadiens    | CSKA Mosca (URSS)                                |
| 139 | Scott Birnie (AD)      | Canada           | Chicago Blackhawks    | Cornwall Royals (OHL)                            |
| 140 | Dale Derkatch (C)      | Canada           | Edmonton Oilers       | Regina Pats (WHL)                                |
| 141 | Bob Mormina (AD)       | Canada           | Philadelphia Flyers   | Longueuil Chevaliers (QMJHL)                     |
| 142 | Ian Armstrong (D)      | Canada           | Boston Bruins         | Peterborough Petes (OHL)                         |

### Ottavo giro
| #   | Giocatore              | Nazionalità      | Squadra NHL                      | Squadra di provenienza                  |
| --- | ---------------------- | ---------------- | -------------------------------- | --------------------------------------- |
| 143 | Christian Duperron (D) | Canada           | Hartford Whalers (da Pittsburgh) | Chic. Saguenéens (QMJHL)                |
| 144 | Jamie Falle (P)        | Canada           | Hartford Whalers                 | Clarkson Golden Knights (ECAC)          |
| 145 | Vjačeslav Fetisov (D)  | Unione Sovietica | New Jersey Devils                | CSKA Mosca (URSS)                       |
| 146 | Craig Butz (D)         | Canada           | Detroit Red Wings                | Kelowna Wings (WHL)                     |
| 147 | Ken Hammond (D)        | Canada           | Los Angeles Kings                | RPI Engineers (ECAC)                    |
| 148 | Paul Bifano (AS)       | Canada           | Toronto Maple Leafs              | Burnaby Bluehawks (BCHL)                |
| 149 | Ron Pesetti (D)        | Canada           | Winnipeg Jets                    | W. Michigan Broncos CCHA)               |
| 150 | John Labatt (C)        | Stati Uniti      | Vancouver Canucks                | Minnetonka High School (USHS-Minnesota) |
| 151 | Chris MacDonald (D)    | Canada           | Calgary Flames                   | W. Michigan Broncos CCHA)               |
| 152 | Tommy Albelin (D)      | Svezia           | Quebec Nordiques                 | Djurgården (Elitserien)                 |
| 153 | Pete Marcov (AS)       | Canada           | New York Rangers                 | Welland Cougars (GHJHL)                 |
| 154 | Don McSween (D)        | Stati Uniti      | Buffalo Sabres                   | Redford Royals (NAJHL)                  |
| 155 | Marty Abrams (P)       | Canada           | Washington Capitals              | Pembroke Lumber Kings (CJAHL)           |
| 156 | Don Biggs (C)          | Canada           | Minnesota North Stars            | Oshawa Generals (OHL)                   |
| 157 | Dale Henry (AS)        | Canada           | New York Islanders               | Saskatoon Blades (WHL)                  |
| 158 | Rob Bryden (AS)        | Canada           | Montreal Canadiens               | Henry Carr Crusaders (MetJHL)           |
| 159 | Kent Paynter (D)       | Canada           | Chicago Blackhawks               | Kitchener Rangers (OHL)                 |
| 160 | Ralph Vos (P)          | Canada           | Edmonton Oilers                  | Abbotsford Flyers (BCHL)                |
| 161 | Pelle Eklund (C)       | Svezia           | Philadelphia Flyers              | AIK (Elitserien)                        |
| 162 | François Olivier (AS)  | Canada           | Boston Bruins                    | Saint-Jean Castors (QMJHL)              |

### Nono giro
| #   | Giocatore           | Nazionalità | Squadra NHL           | Squadra di provenienza                               |
| --- | ------------------- | ----------- | --------------------- | ---------------------------------------------------- |
| 163 | Marty Ketola (AD)   | Stati Uniti | Pittsburgh Penguins   | Cloquet High School (USHS-Minnesota)                 |
| 164 | Bill Fordy (AS)     | Canada      | Hartford Whalers      | Guelph Platers (OHL)                                 |
| 165 | Jay Octeau (D)      | Stati Uniti | New Jersey Devils     | Mount St. Charles Academy (USHS-Rhode Island)        |
| 166 | Dave Sikorski (D)   | Stati Uniti | Detroit Red Wings     | Cornwall Royals (OHL)                                |
| 167 | Bruce Fishback (C)  | Stati Uniti | Los Angeles Kings     | White Bear Lake High School (USHS-Minnesota)         |
| 168 | Cliff Abrecht (D)   | Canada      | Toronto Maple Leafs   | Princeton Tigers (ECAC)                              |
| 169 | Todd Flichel (D)    | Canada      | Winnipeg Jets         | Gloucester Rangers (COJHL)                           |
| 170 | Allan Measures (D)  | Canada      | Vancouver Canucks     | Calgary Wranglers (WHL)                              |
| 171 | Rob Kivell (D)      | Canada      | Calgary Flames        | Victoria Cougars (WHL)                               |
| 172 | Wayne Groulx (C)    | Canada      | Quebec Nordiques      | S.S. Marie Greyhounds (OHL)                          |
| 173 | Paul Jerrard (AD)   | Canada      | New York Rangers      | Notre Dame Hounds (SJHL)                             |
| 174 | Tim Hoover (D)      | Canada      | Buffalo Sabres        | S.S. Marie Greyhounds (OHL)                          |
| 175 | Dave Cowan (AS)     | Stati Uniti | Washington Capitals   | Washburn High School (USHS-Minnesota)                |
| 176 | Paul Pulis (AD)     | Stati Uniti | Minnesota North Stars | Hibbing High School (USHS-Minnesota)                 |
| 177 | Kevin Vescio (D)    | Canada      | New York Islanders    | North Bay Centennials (OHL)                          |
| 178 | Grant Mckay (D)     | Canada      | Montreal Canadiens    | University of Calgary (CIAU)                         |
| 179 | Brian Noonan (C)    | Stati Uniti | Chicago Blackhawks    | Archbishop Williams High School (USHS-Massachusetts) |
| 180 | Dave Roach (P)      | Canada      | Edmonton Oilers       | New Westminster Royals (BCHL)                        |
| 181 | Robbie Nichols (AS) | Canada      | Philadelphia Flyers   | Kitchener Rangers (OHL)                              |
| 182 | Harri Laurila (D)   | Finlandia   | Boston Bruins         | Pelicans (SM-liiga)                                  |

### Decimo giro
| #   | Giocatore             | Nazionalità      | Squadra NHL                       | Squadra di provenienza                     |
| --- | --------------------- | ---------------- | --------------------------------- | ------------------------------------------ |
| 183 | Alex Haidy (AD)       | Canada           | Pittsburgh Penguins               | S.S. Marie Greyhounds (OHL)                |
| 184 | Greg Rolston (AD)     | Stati Uniti      | Toronto Maple Leafs (da Hartford) | Powers High School (USHS-Michigan)         |
| 185 | Aleksandr Černych (C) | Unione Sovietica | New Jersey Devils                 | Chimik Voskresensk (URSS)                  |
| 186 | Stu Grimson (AS)      | Canada           | Detroit Red Wings                 | Regina Pats (WHL)                          |
| 187 | Thomas Ahlen (D)      | Svezia           | Los Angeles Kings                 | Skellefteå AIK (Elitserien)                |
| 188 | Brian Ross (D)        | Canada           | Toronto Maple Leafs               | Kitchener Rangers (OHL)                    |
| 189 | Kory Wright (AD)      | Stati Uniti      | Winnipeg Jets                     | Dubuque Fighting Saints (USHL)             |
| 190 | Roger Grillo (D)      | Stati Uniti      | Vancouver Canucks                 | Maine Black Bears (ECAC)                   |
| 191 | Tom Pratt (D)         | Stati Uniti      | Calgary Flames                    | Kimball Union Academy (USHS-New Hampshire) |
| 192 | Scott Shaunessy (D)   | Stati Uniti      | Quebec Nordiques                  | St. John's Prep (USHS-Massachusetts)       |
| 193 | Reine Karlsson (AS)   | Svezia           | Hartford Whalers (da New York)    | Södertälje SK (Elitserien)                 |
| 194 | Mark Ferner (D)       | Canada           | Buffalo Sabres                    | Kamloops Blazers (WHL)                     |
| 195 | Yves Beaudoin (D)     | Canada           | Washington Capitals               | Shawinigan Cataractes (QMJHL)              |
| 196 | Milos Riha (AS)       | Cecoslovacchia   | Minnesota North Stars             | Vítkovice Steel (Extraliga)                |
| 197 | Dave Shellington (AS) | Canada           | New York Islanders                | Cornwall Royals (OHL)                      |
| 198 | Thomas Rundqvist (AS) | Svezia           | Montreal Canadiens                | Färjestad (Elitserien)                     |
| 199 | Dominik Hašek (P)     | Cecoslovacchia   | Chicago Blackhawks                | Pardubice (Extraliga)                      |
| 200 | Warren Yadlowski (C)  | Canada           | Edmonton Oilers                   | Calgary Wranglers (WHL)                    |
| 201 | Bill McCormack (C)    | Stati Uniti      | Philadelphia Flyers               | Westminster School (USHS-Connecticut)      |
| 202 | Paul Fitzsimmons (D)  | Stati Uniti      | Boston Bruins                     | Northeastern U. Huskies (ECAC)             |

### Undicesimo giro
| #   | Giocatore             | Nazionalità    | Squadra NHL                        | Squadra di provenienza               |
| --- | --------------------- | -------------- | ---------------------------------- | ------------------------------------ |
| 203 | Garth Hildebrand (AS) | Canada         | Pittsburgh Penguins                | Calgary Wranglers (WHL)              |
| 204 | Allan Acton (AS)      | Canada         | Hartford Whalers                   | Saskatoon Blades (WHL)               |
| 205 | Alan Stewart (AS)     | Canada         | New Jersey Devils                  | Prince Albert Raiders (WHL)          |
| 206 | Jeff Frank (AD)       | Canada         | Detroit Red Wings                  | Regina Pats (WHL)                    |
| 207 | Jan Blaha (AD)        | Cecoslovacchia | Los Angeles Kings                  | České Budějovice (Extraliga)         |
| 208 | Mike Tomlak (C)       | Canada         | Toronto Maple Leafs                | Cornwall Royals (OHL)                |
| 209 | Eric Cormier (AS)     | Canada         | Winnipeg Jets                      | St. George's School (HS-Québec)      |
| 210 | Steve Kayser (D)      | Canada         | Vancouver Canucks                  | Vermont Catamounts (ECAC)            |
| 211 | Jaroslav Benak (D)    | Cecoslovacchia | Calgary Flames                     | Dukla Jihlava (Extraliga)            |
| 212 | Oldrich Valek (AD)    | Cecoslovacchia | Minnesota North Stars (da Quebec)  | Dukla Jihlava (Extraliga)            |
| 213 | Bryan Walker (D)      | Canada         | New York Rangers                   | Portland Winterhawks (WHL)           |
| 214 | Uwe Krupp (D)         | Germania       | Buffalo Sabres                     | Kölner EC (Bundesliga)               |
| 215 | Alain Raymond (P)     | Canada         | Washington Capitals                | Trois-Rivières Draveurs (QMJHL)      |
| 216 | Anders Huss (C)       | Svezia         | Washington Capitals (da Minnesota) | Brynäs (Elitserien)                  |
| 217 | John Bjorkman (C)     | Stati Uniti    | New York Islanders                 | Warroad High School (USHS-Minnesota) |
| 218 | Jeff Perpich (D)      | Stati Uniti    | Montreal Canadiens                 | Hibbing High School (USHS-Minnesota) |
| 219 | Steve Pepin (C)       | Canada         | Chicago Blackhawks                 | Saint-Jean Castors (QMJHL)           |
| 220 | John Miner (D)        | Canada         | Edmonton Oilers                    | Regina Pats (WHL)                    |
| 221 | Brian Jopling (P)     | Stati Uniti    | Philadelphia Flyers                | RPI Engineers (ECAC)                 |
| 222 | Norm Foster (P)       | Canada         | Boston Bruins                      | Penticton Vees (BCHL)                |

### Dodicesimo giro
| #   | Giocatore             | Nazionalità      | Squadra NHL                    | Squadra di provenienza                            |
| --- | --------------------- | ---------------- | ------------------------------ | ------------------------------------------------- |
| 223 | Dave Goertz (D)       | Canada           | Pittsburgh Penguins            | Regina Pats (WHL)                                 |
| 224 | Darcy Kaminski (D)    | Canada           | Hartford Whalers               | Lethbridge Broncos (WHL)                          |
| 225 | Aleksej Kasatonov (D) | Unione Sovietica | New Jersey Devils              | CSKA Mosca (URSS)                                 |
| 226 | Chuck Chiatto (C)     | Stati Uniti      | Detroit Red Wings              | Cranbrook High School (USHS-Michigan)             |
| 227 | Chad Johnson (C)      | Stati Uniti      | Los Angeles Kings              | Roseau High School (USHS-Minnesota)               |
| 228 | Ron Choules (AS)      | Canada           | Toronto Maple Leafs            | Trois-Rivières Draveurs (QMJHL)                   |
| 229 | Jamie Husgen (D)      | Stati Uniti      | Winnipeg Jets                  | Des Moines Buccaneers (USHL)                      |
| 230 | Jay Mazur (AD)        | Canada           | Vancouver Canucks              | Breck School (USHS-Minnesota)                     |
| 231 | Sergej Makarov (AD)   | Unione Sovietica | Calgary Flames                 | CSKA Mosca (URSS)                                 |
| 232 | Bo Berglund (AD)      | Svezia           | Quebec Nordiques               | Djurgården (Elitserien)                           |
| 233 | Ulf Nilsson (P)       | Svezia           | New York Rangers               | Skellefteå AIK (Elitserien)                       |
| 234 | Marc Hamelin (P)      | Canada           | Buffalo Sabres                 | Shawinigan Cataractes (QMJHL)                     |
| 235 | Kermit Salfi (AD)     | Stati Uniti      | Buffalo Sabres (da Washington) | Northwood School (USHS-New York)                  |
| 236 | Paul Roff (AD)        | Stati Uniti      | Minnesota North Stars          | Edina High School (USHS-Minnesota)                |
| 237 | Peter McGeough (D)    | Stati Uniti      | New York Islanders             | Bishop Hendricken High School (USHS-Rhode Island) |
| 238 | Jean-Guy Bergeron (D) | Canada           | Montreal Canadiens             | Shawinigan Cataractes (QMJHL)                     |
| 239 | Jindrich Kokrment (C) | Cecoslovacchia   | Quebec Nordiques (da Chicago)  | Litvínov (Extraliga)                              |
| 240 | Steven Woodburn (D)   | Canada           | Edmonton Oilers                | Verdun Juniors (QMJHL)                            |
| 241 | Harold Duvall (AS)    | Stati Uniti      | Philadelphia Flyers            | Belmont Hill School (USHS-Massachusetts)          |
| 242 | Greg Murphy (D)       | Stati Uniti      | Boston Bruins                  | Trinity-Pawling High School (USHS-New York)       |

## Selezioni classificate per nazionalità
| Pos. | Paese            | Selezioni |
|      | Nord America     | 208       |
| ---- | ---------------- | --------- |
| 1    | Canada           | 150       |
| 2    | Stati Uniti      | 58        |
|      | Europa           | 34        |
| 3    | Svezia           | 10        |
| 4    | Cecoslovacchia   | 9         |
| 5    | Finlandia        | 9         |
| 6    | Unione Sovietica | 5         |
| 7    | Germania Ovest   | 1         |